# باناسونيك
شركة باناسونيك (بالإنجليزية: Panasonic Corporation)‏ والمعروفة سابقاً باسم شركة ماتسوشيتا للصناعات الإلكترونية اليابانية (بالإنجليزية:  Matsushita Electric Industrial Company)‏ هي شركة يابانية متعددة الجنسيات.
باناسونيك هي شركة للإلكترونيات يقع مقرها الرئيسي في كادوما، أوساكا بريفكتشر، اليابان. تعمل الشركة في كل ما يتعلق بالالكترونيات تحت أكثر من مسمى أشهرها باناسونيك وناشيونال. بدأت الشركة عام 1918 ونمت الشركة إلى أن أصبحت الآن واحدة من أكبر الشركات في العالم وأكبر مصنّع إلكترونيات في اليابان. وإلى جانب صناعة الالكترونيات تقدم الشركة خدمات ومنتجات غير إلكترونية مثل أعمال الترميم.
أعلنت شركة ماتسوشيتا في 10 يناير 2008 أنها تنوي تغيير اسم الشركة كلياً إلى باناسونيك، وتبدأ هذا التغيير من 1 أكتوبر 2008.

## الماركات والأقسام
ماتسوشيتا تنتج العديد من المنتجات تحت أكثر من مسمي، تشمل :
1-باناسونيك
2-ناشونال
3-Nais
4-Quasar
5-Technics
6-Ramsa
7-راسونيك

## العمليات الحالية
اعتبارًا من 31 مارس 2012، وظفت باناسونيك حوالي 330.000 موظف (تم تخفيضها إلى حوالي 260.000 بحلول مارس 2020) ولديها حوالي 580 شركة تابعة. بلغ إجمالي إيرادات باناسونيك ¥7,846,216 مليون في عام 2012 ، منها 53 في المائة في اليابان ، و 25 في المائة في آسيا (باستثناء اليابان)، و 12 في المائة في الأمريكتين و 10 في المائة في أوروبا. استثمرت الشركة ما مجموعه ¥520,216 million في البحث والتطوير في عام 2012، أي ما يعادل 6.6 في المائة من إيراداتها في ذلك العام.
في عام 2012، حصلت باناسونيك على ما مجموعه 140146 براءة اختراع في جميع أنحاء العالم. كانت باناسونيك أكبر مقدم طلب براءة اختراع في العالم لمدة ثلاثة عقود، من الثمانينيات إلى العقد الأول من القرن الحادي والعشرين. وفقًا لبحث أجراه مكتب براءات الاختراع الأوروبي في عام 2020 ، كان عدد براءات الاختراع المتعلقة بالبطاريات التي قدمتها باناسونيك من عام 2000 إلى عام 2018 هو ثاني أعلى عدد في العالم. في عام 2021 ، صنفت المراجعة السنوية للويبو لتقرير مؤشرات الملكية الفكرية العالمية عدد باناسونيك لطلبات براءات الاختراع المنشورة بموجب نظام معاهدة التعاون بشأن البراءات في المرتبة العاشرة في العالم، حيث تم نشر 1،611 طلب براءة خلال عام 2020. هذا المركز أعلى من ترتيبهم السابق باعتباره 12 في عام 2019 مع 1567 طلبًا.

## قائمة الرؤساء والمديرين التنفيذيين السابقين
1. كونوسوكي ماتسوشيتا (1918-1961)
2. ماساهارو ماتسوشيتا (1961-1977)
3. توشيهيكو ياماشيتا (1977-1986)
4. أكيو تاني (1986-1993)
5. يويتشي موريشيتا (1993-2000)
6. كونيو ناكامورا (2000-2006)
7. فوميو أوتسوبو (2006-2012)
8. كازوهيرو تسوجا (2012-2021)

## وصلات خارجية
- الموقع الرسمي